# Fortune
Fortune è una rivista che tratta di economia globale pubblicata dalla Time Inc.'s Fortune, fondata da Henry Luce nel 1930.
La rivista compete con Forbes e Bloomberg Businessweek nella categoria delle riviste economiche nazionali e si distingue per articoli lunghi e approfonditi.
La rivista pubblica regolarmente elenchi classificati che includono la classifica delle società in base al fatturato, come nella Fortune 500 che pubblica ogni anno dal 1955 e nella Fortune Global 500. La rivista è anche nota per la sua annuale Fortune Investor's Guide.

## Storia e organizzazione
Fortune fu fondata dal cofondatore del Time Henry Luce nel febbraio del 1930, quattro mesi dopo il Crollo di Wall Street del 1929 che segnò l'inizio della Grande depressione. Briton Hadden, partner di Luce, non era entusiasta dell'idea, ma in seguito alla sua morte, Luce proseguì nei suoi piani.
Luce scrisse un memo al direttivo del Time, Inc. nel novembre 1929, "Non saremo ultra-ottimisti. Riconoscere che questa crisi potrà durare anche un anno intero."
Le singole copie costavano $1 mentre il New York Times domenicale costava solo 5c. Fortune aveva il merito di curare in particolare la fotografia: tra i suoi collaboratori ritroviamo Margaret Bourke-White e altri.
Una leggenda metropolitana dice che T M Clelland inserì il prezzo di $1 perché non erano capaci di decidersi circa il ricarico; la rivista fu stampata prima che chiunque se l'aspettasse e le persone, considerato il prezzo, pensarono che dovesse avere dei contenuti molto interessanti. Ci furono ben 30.000 sottoscrizioni per ricevere quella prima copia. Entro il 1937, il numero di abbonati era cresciuto a 460 000.
Durante la Grande depressione, Fortune acquisì molta fama per la sua coscienza sociale, per le fotografie a colori di Walker Evans e Margaret Bourke-White e per il team di scrittori altamente qualificati tra cui James Agee, Archibald MacLeish, John Kenneth Galbraith e Alfred Kazin.
Fortune divenne un ramo importante dell'impero mediatico di Luce. Per molti anni Fortune fu una pubblicazione mensile prima di divenire, nel settembre 2005, quindicinale divenendo una delle più autorevoli riviste di economia.